# 毛信孝
毛信孝（1905年—1989年1月30日），臺灣南投縣魚池鄉日月村邵族石印社人，族名「阿浪」，以「毛王爺」之稱聞名，帶動日月潭觀光業。

## 生平

### 早年
毛信孝原先與族人居住在日月潭拉魯島對面的石印社，族名「阿浪」。7歲時喪父，9歲時母親毛麻里再嫁毛卓肉，母子分離。
臺灣日治時期時，毛信孝擔任甲長。當時壯年的他看準商機，遂領導部落女性合組日月澤山地歌舞團，吸引很多人來觀賞，特別是日軍，日月潭的的原住民歌舞表演即開始於此時期。

### 帶動觀光
1950年，在日月潭晉見蔣介石後，毛信孝就率領十多人的原住民少女遠赴前線歌舞慰勞駐防官兵，有舟山群島、定海、金門島等地，為他們的歌舞團奠聲名。他與大女兒、二女兒先至台北，同年5月5日再前往舟山勞軍。後來，他還與長女隨台語片女星黎光前往香港拍攝電影《公主勞軍記》。亦曾於台語黑白片《王哥柳哥遊台灣》（下集）中演出。
地方父老談起毛家最風光時分，即從晉見總統與前線勞軍開始，其鋒頭不僅令人羨慕的遭遇，各地嘉賓也多慕名而來。像毛信孝會面過蔡斯並獲贈寶刀、董作賓為毛家鑑定甲骨耳墜子。全家還曾招待悟明法師並當場皈依佛教，但一年後毛信孝又接受黎培理洗禮成天主教徒，之後獲同信仰天主教的李麗華贈送念珠，與杜華神父結識。
也因毛信孝結交達官顯貴，更幫助對日月潭的開發。他也熱心地方建設，曾捐錢為當地鋪路、捐款設校。一次他為化番社（後改為德化社、今名為伊達邵）碼頭的填土工程出工資後，要求使用該碼頭否則政府應補償；南投縣政府則說已頒獎，所以不能要求補償。
毛家的鼎盛，連帶繁榮德化社，一間間的藝品店如雨後春筍。毛信孝轄下的觀光產業，除歌舞團外，還擁有十多艘遊艇、三間藝品店，並闢建毛家花園，供遊客與其女兒們合照，盛極一時。他們家的一舉一動成了報章的絕佳題材，如長女的婚禮、外孫女當選首屆山地公主與遠嫁東瀛都曾在報章喧騰一時。1977年，毛家承租日月潭山地文化中心。由長女與夫婿袁秀經營，作為表演山地歌舞，經營餐廳、藝品珠寶。

#### 王爺之名
傳說蔣介石在日月潭見到表演歌舞的毛信孝，高興之餘順口稱呼為「毛王爺」，此後成了毛信孝的代稱，聲名大噪，其女兒也因此被稱為「毛公主」。另一說是戰後有一名記者把甲長當成酋長，就索性冠以王爺名號。還有一說是戰後初期一位照相館老板想大量推銷毛家的照片，遂對遊客說毛信孝是王爺，同女兒也加上公主的頭銜，再加以新聞記者的遊戲文章，遂有此稱。毛信孝的三女兒便是嫁給在日月潭營業照像館的陳一夫。
台灣省政府曾呼籲社會各方不要對毛家用「毛爺」、「王后」、「公主」、「王宮」此稱呼，批評不合時代潮流、落伍。不過，如蔣緯國也還是用「King」及「Queen」向伊朗國王穆罕默德-禮薩·巴勒維介紹。此稱呼還引起化番社的石松加不滿，在1958年4月9日在南投招開記者會，宣示自己才是真頭目。
石松加說自己18歲繼承頭目，擁有祖父松咬味擔任水社頭目的印戳，分別是「水沙連文社通事咬味戳記」、「水社化蕃頭目松咬味戳記」。他在毛家花園對面開了占地六百坪的「頭目大花園」，展示頭目的文物等。
毛信孝委託律師謝祚蔭向台中地院刑庭遞狀經告石松加妨害名譽罪，在自訴狀中指控石松加：（一）石曾公開對日月潭遊客誹謗渠假借王爺名義，勒索山胞，光復十年來計達一百萬元以上。（二）石松加於四月間在南投招待記者，誹謗他的王爺印章是清朝時代化蕃社通事與頭目的廢印，又稱可能是偽造的等語。（三）渠的毛王爺名義係人們對他的戲呼，并非他自封的，而石卻公開誹謗是渠自封為王爺。(四)石松加妨書他名譽甚大，應依法賠償損失等。
毛信孝則委託律師謝祚蔭及長女毛玉娟代理出庭，全權處理。被告石松加與其律師楊蔭衡說毛信孝的王爺稱呼是1947年間一位當地照像者取的；至於興設電燈非毛信孝之功，是白崇禧向電力公司請求而來；石松加才是真正的頭目，有清朝時賜與印章為證。台中地院主審推事陳盛來規勸兩造和解。但毛玉娟提出被告須要賠新台幣五萬元，一半用作山地公益事業，一半充為勞軍之用，同時並須登報一星期道歉等。石松加認為嚴苛，未成立調解而散庭。
1958年8月5日，二次庭審和解。和解條件是由石松加負擔費用，兩造在三家報紙刊登聯合聲明啟事，表明為過去的誤會。

#### 販賣照片
1953年報導時，毛信孝及女兒已不輕易同人合影，僅在其私邸賣照片渡生。合照過的對象就有蔣介石、馬智禮、白崇禧、嚴俊與李麗華夫妻、穆罕默德-禮薩·巴勒維、沈錡、李龍蕓、弗雷德里克·馬區、迪奥斯达多·马卡帕加尔、宝田明、倩、王貞治等人。
來日月潭的遊客，當時一定要到毛家參觀，無不好奇要與身穿西裝、坐在家裡的毛王爺合影，以留永念。在1954年報導，與他合照每次六元，若是搭他家英雄號遊艇的遊客，買他的照片每張一元；若與大公主、四公主合攝，每人每次三元。還有人一給五十元、一百元。更有美國人去遊時均送美金及西服。
女兒們也跟嚴俊與李麗華夫妻、蕭芳芳、弗雷德里克·馬區、迪奥斯達多·馬嘉柏皋、岸信介等合照過。她們毛家的陪照可能就是臺灣風景區陪照的創始者。二女兒照片在遊客中比其姐吃香。然而，衡在報導認為長女是四位公主中最漂亮的。鍾梅音來參觀時，便被一位攝影師從歌舞場所一直跟到毛王爺家上，勸他們化裝攝影留紀念，山地服裝出租一套五元，公主們陪照一次三元。
李敬光一家來日月潭旅遊時，曾與毛信孝兩女兒合照。在他眼中，她們的原住民衣飾古怪、頭髮電燙、眉毛染成咖啡色，塗眼圈、塗口紅、臉部完全現代化，腳上穿著白色運動鞋。當時一位公主一張照片就要五元，兩位公主為十元，四吋底片一張就要四十元。他們與兩公主共拍六張照片，再加上單人照，被索價新台幣五百六十元，約一百元港幣，讓李敬光驚訝花費。

#### 舞蹈表演
原本由原住民婦女合組的日月潭山地歌舞團後來解組，毛信孝另外組織了以「毛家公主」為名的藝術團，找來年輕貌美的少女訓練舞藝。蔣中正時常到日月潭看原住民跳舞，毛信孝妻子因此提供土地興建可遮風避雨的跳舞場，有卅六名原住民以共股方式集資，毛信孝為代表人。
1953年時，遊客觀舞每人取價一元，據說每一舞孃近月入達一千餘元，生活相當舒服。由於毛信孝經營的歌舞團生意興隆，南投縣決定對該團課徵娛樂稅，並規定該團收費標準及表演時間，讓旅客免吃竹槓。稅捐處調查1954年4月9日至26日之間，他的歌舞團收入共有3102元，平均每日有172.33元進賬，因此決定課征百分十娛樂稅。該年7月，毛家還被日月潭派出所巡佐劉新華勒索一萬兩千元，後來該人丟官去職。
鍾梅音對原住民女性的舞蹈表演表示很失望，因表演不在露天，而是在一座小戲院裡。表演的也不是杵歌。她除批評歌曲是黃色歌曲外，也說表演者不肯保存她們的天然本色，一味追求都市化，非驢非馬，一身摩登透著寒酸氣。
1956年報導，毛家班歌舞團的生意被新建的明宮號歌舞場搶去不少。因此毛信孝向縣府要求取締外人在化蕃社開設歌舞場，理由是說他的歌舞是直接啟發山胞情感之暢流，間接供遊客欣賞山地藝術，且曾參加勞軍、敬軍活動；而平地人所開明宮號小型歌場，則以賺錢為目的。
1956年，警局下令毛家獲得日月潭舞團的獨家權，外人不得經營此生意。1964年時，因毛信孝屢次逃稅，各期房捐均未如期繳納，積欠稅金700餘元，其歌舞場在同年10月14日被查封。
黃美之對當地舞團看法很差，不只批評西裝革履的毛信孝，也諷刺那些表演女子化妝、髮型、衣裝，批判她們對自己鄉土的歌舞漫不經心，開著收音機大跳扭扭舞。黃美之說不是要她們必須仍過落後的生活，而是表演時應該保持原始美。
1979年明華山地舞蹈團開幕，與毛家打起對台，其團員山地之花「白牡丹」、「黑牡丹」與「紅杜丹」直逼毛家三公主，演成勢均力敵的局面。

### 晚年
蔣介石去世時，同年4月14日，毛信孝率家族十人均著孝服，哭拜在靈前。他說自1949年與總統初次見面後，迄今他已記不清謁見過多少次。
毛家公主藝術團在1980年8月歇業，毛家花園人去景索，毛信孝一女兒只好到山上打工。地方父老說賠累三百餘萬。毛信孝說是因為南投縣政府放租文化中心租金太重，標價高，生意難做。
1988年夏，毛信孝罹患膽結石，到埔里鎮就醫住院一星期，後轉送台中榮總後發現小腸受到感染，膽與小腸切除。次年1月29日，家人把他從台中榮民總醫院接回家中，而於1月30日凌晨3時去世，享壽85歲。

## 家庭

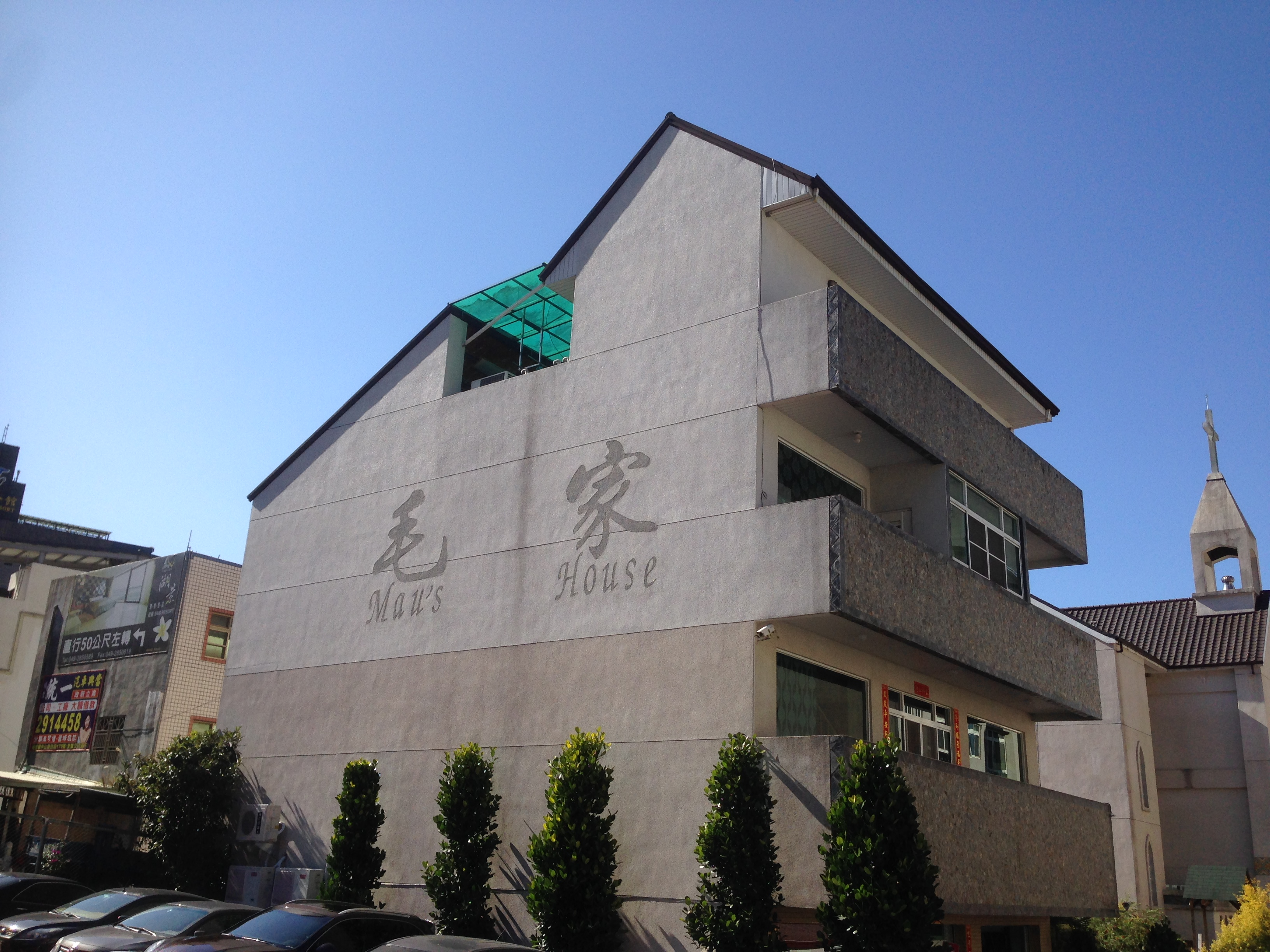
毛家房子

母親毛麻里在1958年3月28日去世，享壽78歲。毛信孝派人購買上等棺材給母親，當時當地習俗不是用棺，而是用缸代用。
妻子毛采雲，年輕時貌美，生有毛阿金、毛阿秀、毛玉琴。淺井惠倫拍過毛采雲相片。1959、1960年石印社因漲大水，毛家與該社人遂集體搬遷居住在古名八佛的德化社。長女又名毛玉娟，嫁給菲律賓馬尼拉的商人，與丈夫袁秀育有兩兒一女。二女兒又名毛玉秀，嫁給同村的畢阿敏，在1951年1月26日因懷第二胎難產去世，年僅20歲。三女兒嫁給臺灣省籍人士陳一夫。
毛玉娟女兒袁國英，被稱為「四公主」、「山地小公主」，在1967年嫁給日本人木下義勝。
長孫毛國雄經營名為「毛王爺之家」的藝品土產店。